# 宁武站
宁武站，位于中华人民共和国山西省忻州市宁武县，是同蒲铁路、宁岢铁路上的火车站，建于1936年，由中国铁路太原局集团朔州车务段管辖。本站曾为大同铁路分局与太原铁路分局的分界站:87。

## 車站周邊
- 中国铁通宁武营业厅
- 中国建设银行宁武支行
- 宁武县工商行政管理局
- 中国邮政凤凰东大街邮政所
- 凤凰镇人民政府
- 宁武县高级中学
- 宁武东关小学
- 宁武县安全生产监督管理局

## 图集

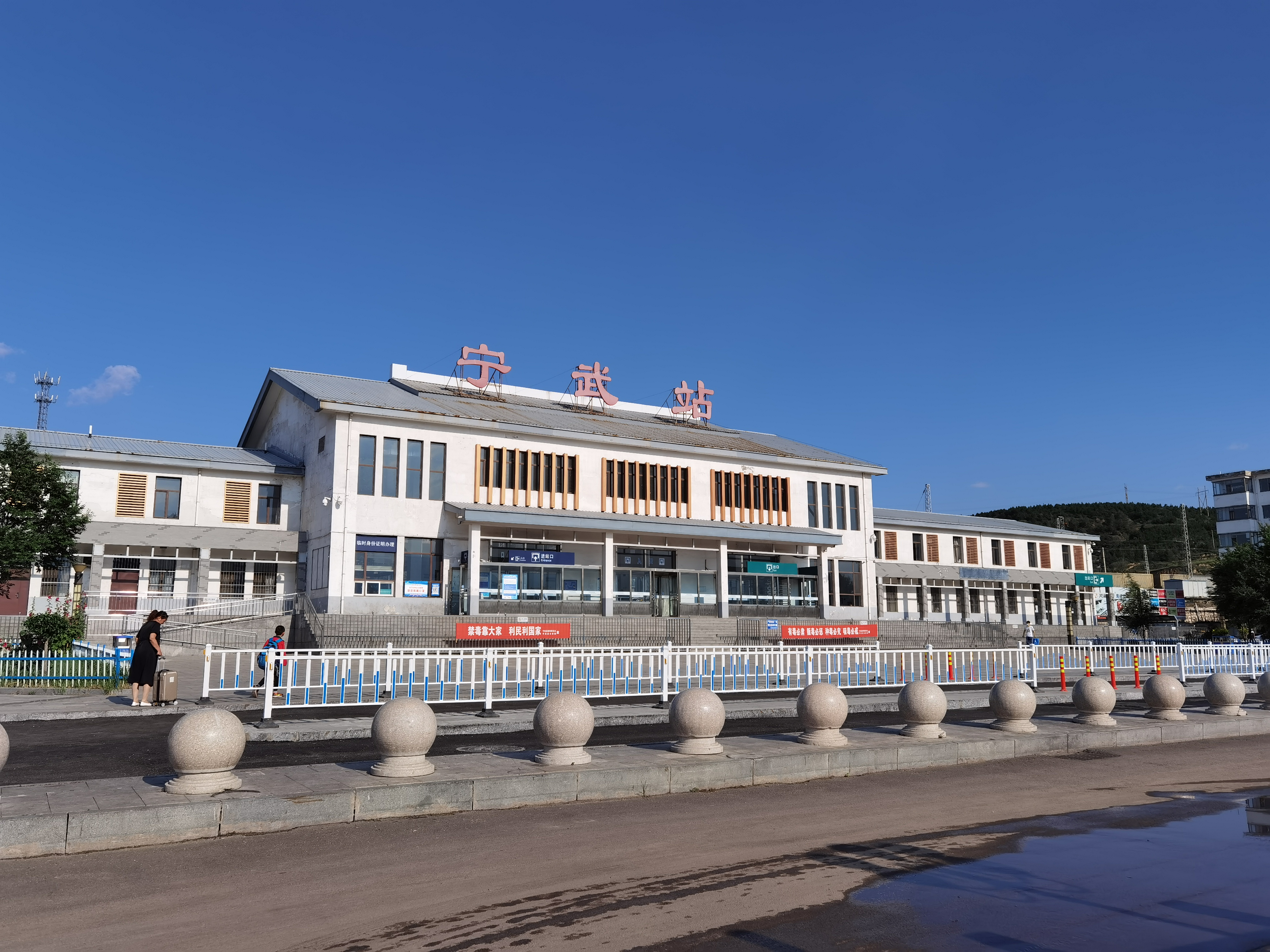
2020年，宁武站站房（站前广场侧）
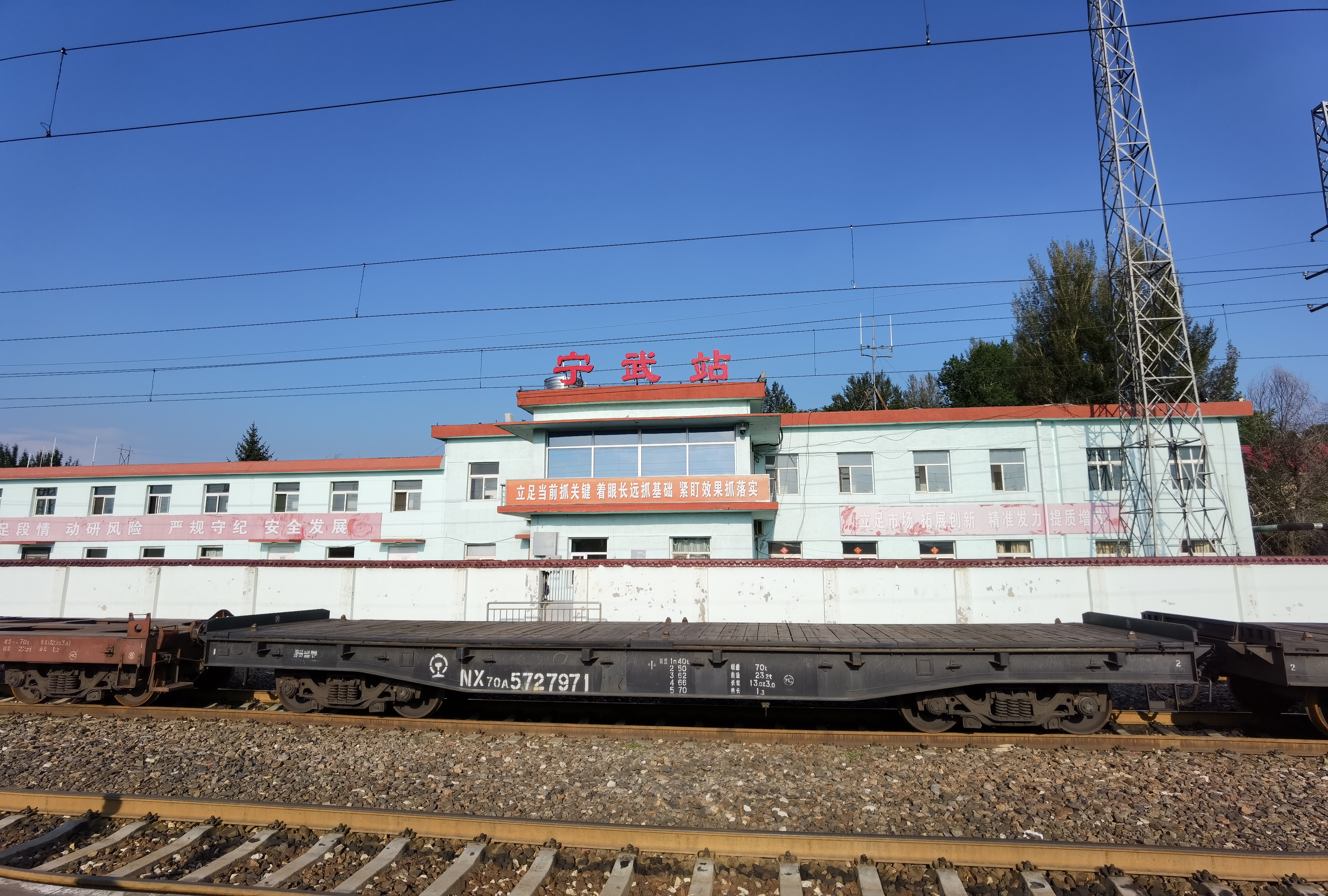
2020年，宁武站信号楼（站场侧）
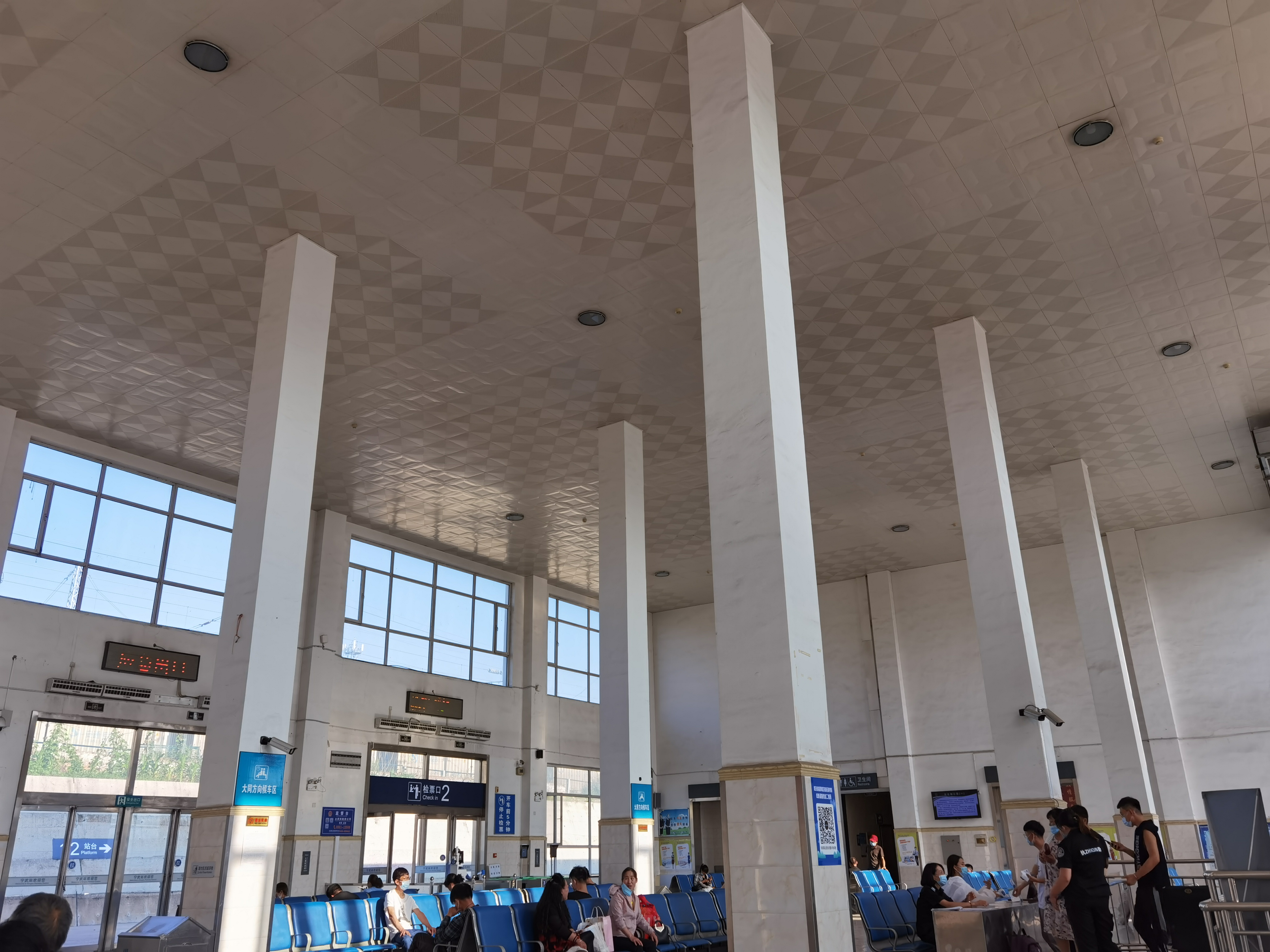
2020年，宁武站候车室
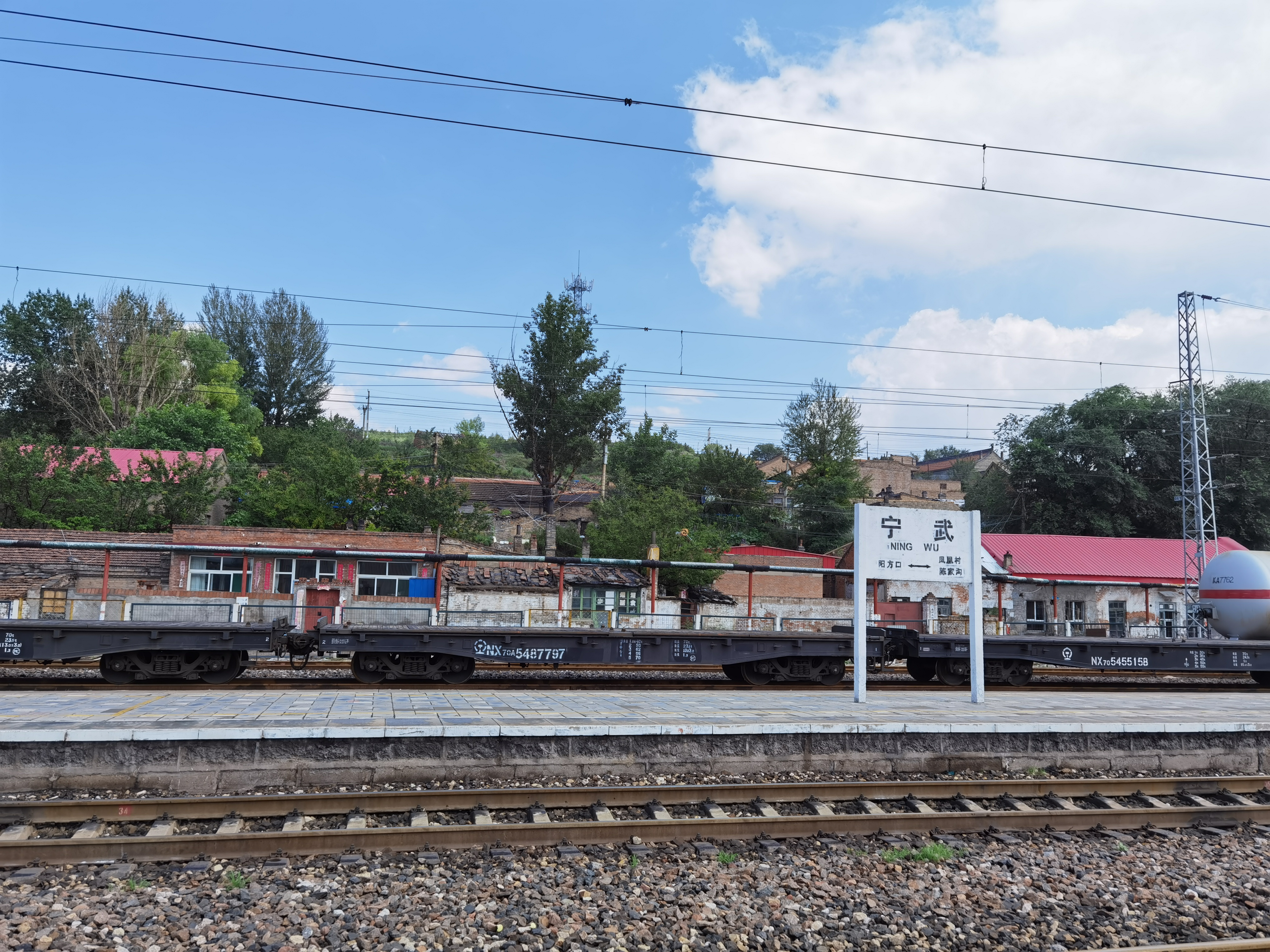
2020年，宁武站站牌与站台
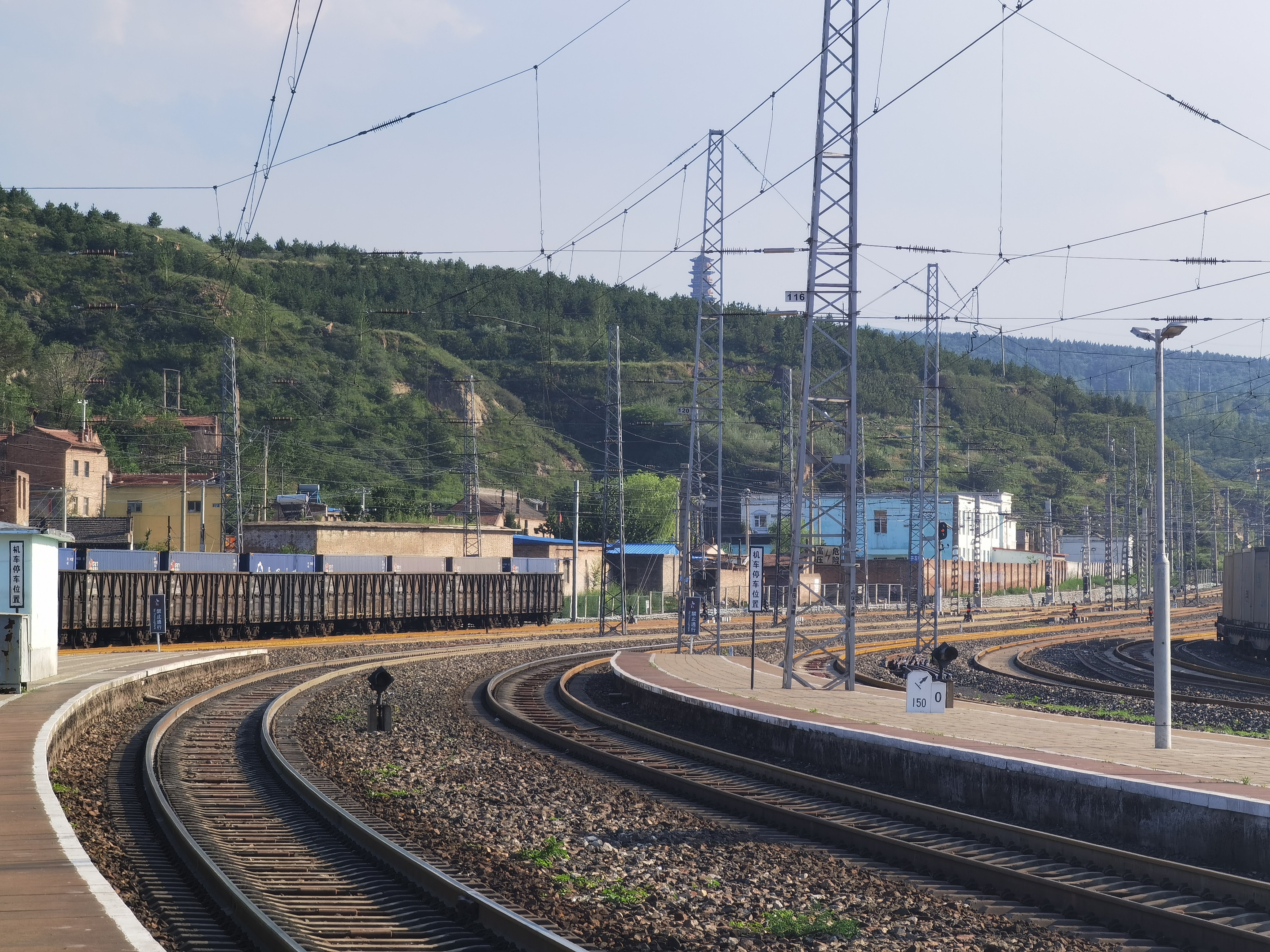
2020年，宁武站站场与站台

## 外部連結
- 中国铁路客户服务中心（页面存档备份，存于）